# Marie Selika Williams
Marie Selika Williams (Natchez, 1849 – 19 de mayo de 1937) fue una soprano afroamericana de coloratura. Fue la primera artista negra en actuar en la Casa Blanca.

## Biografía
Nació como Marie Herrero en Natchez, Misisipi, alrededor de 1849. Después de su nacimiento su familia se mudó a Cincinnati, donde una familia adinerada financió lecciones de canto para ella. Se trasladó a San Francisco en la década de 1870 y estudió con la Signora G. Bianchi. Luego estudió en Chicago con Antonio Farini, que le enseñó el método italiano. Allí conoció a un compañero de estudios, el barítono operístico Sampson Williams, con quien más tarde se casó.
Williams se convirtió en la primera artista negra en actuar en la Casa Blanca en 1878. El 13 de noviembre, cantó para el presidente Rutherford B. Hayes y la primera dama Lucy Webb Hayes en la Green Room siendo presentada por Frederick Douglass. Actuó en la academia de Música de Filadelfia en 1878 y en Nueva York en la Steinway Hall en 1879. De 1882 a 1885 actuó por Europa con su marido, dando un concierto en la St James Hall, Londres, para la  reina Victoria en 1883.
Williams probablemente tomó su nombre artístico del personaje de Sélika en la ópera de Giacomo Meyerbeer L'Africaine. Debido a su interpretación de la "Polka Staccato" de E. W. Mulder, fue a menudo llamada la "Reina del staccato".
De 1885 a 1891, Williams realizó una gira por los Estados Unidos con su marido, que adoptó el nombre artístico de "Signor Velosko (el tenor hawaiano)". Hicieron una segunda gira por Europa y actuaron en 1893 en la Exposición Mundial Colombina antes de establecerse en Cleveland, Ohio. Marie se unió a sus colegas también cantantes negras Flora Batson y Sissieretta Jones para una actuación en el Carnegie Hall de Nueva York el 12 de octubre de 1896.
Después del fallecimiento de su marido en 1911, Williams dio clases particulares y enseñó canto en la Martin-Smith Music School en Nueva York. Murió el 19 de mayo de 1937.